# Wajroczana

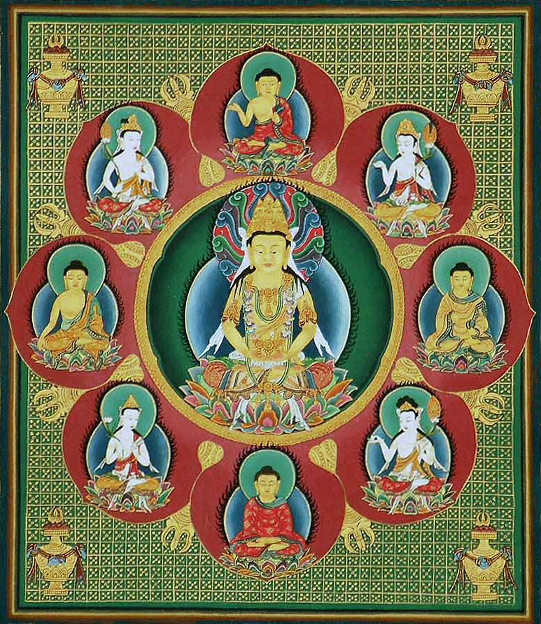
Mandala Wairoćany

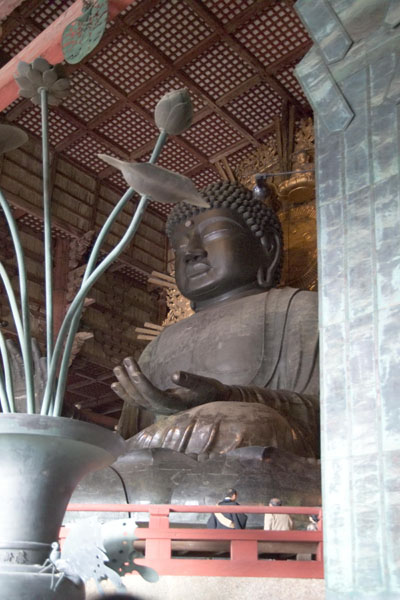
Dainichi Nyorai w Todaiji

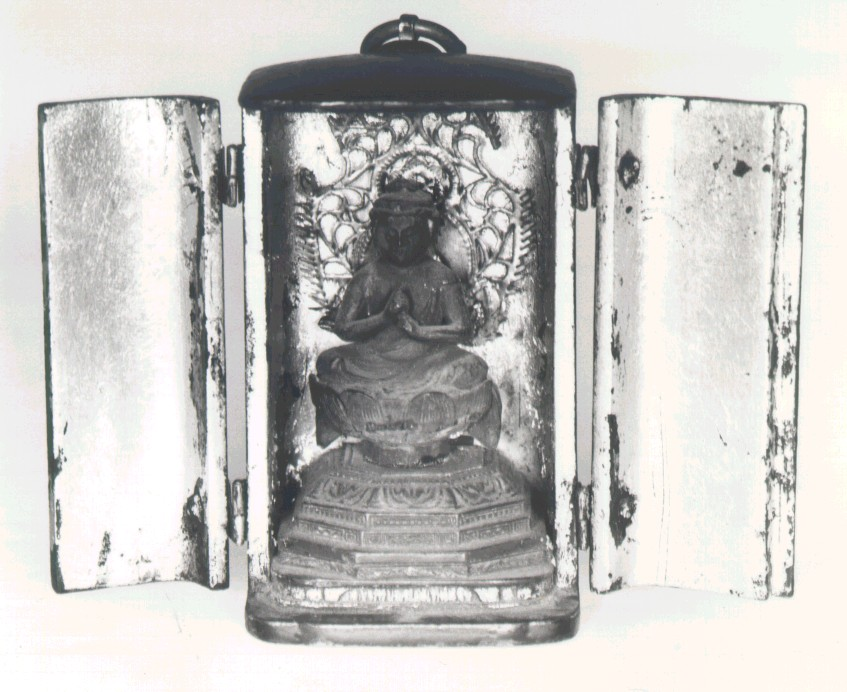
Ołtarzyk szafkowy buddy Wairoćany, Japonia, XVIII – XIX wiek. Muzeum Azji i Pacyfiku w Warszawie.

Wajroćana (również Vairocana वैरोचन, Vairochana lub Mahavairocana; chiń. 大日如來 Dàrì Rúlái lub 毘盧遮那佛 Pílúzhēnàfó, język koreański: 비로자나불 Birojanabul lub 대일여래 Daeil Yeorae, język japoński: 大日如来 Dainichi Nyorai) – zgodnie z buddyjską doktryną Trikai jest buddą stanowiącym ucieleśnienie Dharmakai, i który może dzięki temu być postrzegany jako uniwersalny aspekt historycznego Buddy Gautamy Siddharty. Przedstawiany jako jeden z Pięciu Buddów Mądrości, Wajroćana zajmuje środkowe miejsce.
Wajroćana jest główną postacią wielu wczesnych szkół buddyzmu w Japonii, w tym ezoterycznych szkół shingon i kegon. Doktryna Buddy Wajroćany oparta jest w dużej mierze na naukach sutry Mahawajroćany. Wajroćana jest również często łączony z huayan – szkołą filozofii buddyjskiej, szczególnie popularnej w czasach dynastii Tang. W buddyzmie huayan szczególny nacisk kładzie się na znaczenie pustki (pustości) oraz współzależnego powstawania, stąd też Wajroćana jest często łączony z pojęciem pustki (pustości). W Japonii miejsce Wajroćany jako obiektu czci zajmował stopniowo Budda Amitabha, ale jego spuściznę wciąż można znaleźć w opisanej poniżej japońskiej świątyni Todaiji oraz znajdującym się w niej posągu.

## Doktryna
W Rygwedzie słowo ‘vairocana’ odnosi się do jasnego i promiennego słońca. Również w języku tybetańskim Wajroćana nazywany jest ‘Namnang’, co oznacza ‘rozświetlający’. To samo znaczenie posiadają chińskie znaki 大日, wchodzące w skład nazwy: ‘Wielkie Słońce’.
Często przedstawia się go z mudrą dharmaćakry. Dharmaćakra oznacza w sanskrycie ‘koło Dharmy’. Mudra ta symbolizuje jeden z najważniejszych momentów w życiu historycznego Buddy – udzielenie pierwszych nauk po osiągnięciu oświecenia w Parku Jeleni w Sarnath. Oznacza ona wprawienie w ruch koła nauk Dharmy.
Wajroćana jest uosobieniem funkcji Buddy jako nauczyciela, bez której nie byłoby buddyzmu ani drogi do oświecenia.
Uważa się, że medytacja na Wajroćanę ma szczególnie skutecznie przekształcać zasłonę ignorancji w mądrość Dharmy.

## Ikonografia
Wajroćanę opisuje się jako sumę wszystkich Dhjani Buddów, zawierającego wszystkie ich właściwości. Jest biały, ponieważ biel zawiera w sobie wszystkie pozostałe kolory.
Lotosowy tron, na którym siedzi, podtrzymywany jest przez dwa lwy.
Atrybutem Wajroćany jest złociste lub słoneczne koło.
Posąg Wajroćany (Dainichi Nyorai) w Świątyni Tōdai-ji w Narze jest największym na świecie posągiem Wajroćany wykonanym z brązu. Przedstawieniem Wajroćany był również większy z dwóch monumentalnych posągów zniszczonych przez Talibów w Bamianie w Afganistanie.